# سیل ۱۳۹۵ جنوب کرمان، سیستان و بلوچستان
سیل ۱۳۹۵ جنوب کرمان، سیستان و بلوچستان در روز ۴ مرداد به دلیل فشار بسیار ضعیف توده هوای مانسونی به مرزهای جنوب شرق ایران و باران زیادی نیامده بود اما در برخی از شهرهای جنوب کرمان و جنوب سیستان و بلوچستان جاری شد و باعث طغیان رودخانه‌های روتک ماشکید بمپور سرباز و گاندو و هلیل رود شد و خسارات جانی و مالی را در این دو استان به جا گذاشت.

## خسارات در کرمان
سیل در سیرچ کرمان ۴ نفر را طعمه خود کرد. خسارات سیل در جنوب کرمان ۳۰ میلیارد تومان برآورد شد سیل تنها به راه‌های جنوب کرمان ۳ میلیارد تومان خسارت وارد کرد.

## خسارات سیل در سیستان و بلوچستان
سیل به راه‌های سیستان و بلوچستان ۶۶ میلیارد تومانو به ابنیه و زمین‌های کشاورزی ۴۵ میلیارد تومان خسارت به جا گذاشت. سیل جان دو نفر در شهر دُراز ایرانشهر را گرفت.